# ウィンザー駅 (コネチカット州)
ウィンザー駅（英語：Windsor station ）は、アメリカ合衆国コネチカット州ウィンザー セントラル・ストリート41にある駅。 全米各地を結ぶ旅客鉄道のアムトラックが乗り入れている。

## 概要
1870年建設のウィンザー駅は、ブロードストリート・グリーンの東に約1ブロックのところにあり、19世紀半ばから商業的な中心地として機能している。ハートフォードから約18キロ北にあるアムトラックのスプリングフィールド線に位置するこの都市は、ワシントンとボストン間の大動脈北東回廊と接続している。乗客は駅舎に隣接したプラットホームを使用している。1988年に国家歴史登録財に登録された
駅舎は何年も空き家だったが、2013年に地元の芸術家、職人、俳優、ミュージシャンの創造的な活動を支援するウィンザー・アート・センター（WAC）にリースされた。ウィンザー・アート・センターは、内壁、ドアの追加、色調変化付照明、看板、防犯防火設備更新等の改装を監督した。
当駅は同じスプリングフィールド線にあるウォリングフォード駅と非常に近い外観になっている。室内のレイアウトは、米国全土にある小さな駅舎の典型的なものだった。ハートフォード・アンド・ニューヘイブン鉄道（H＆NH）は線路を挟んで南東にレンガ造の貨物室を同時に建設した。
第二次世界大戦後、連邦政府交通部門の優先順位は、自動車やジェット機などに移行した。大恐慌に襲われ、戦時中の酷使を経たアメリカの鉄道は財政難に苦しみ、維持管理の問題に直面していた。1960年代後半までに、主要な米北東部の鉄道は破産に直面していた。この期間中、駅舎は閉鎖され、乗客はプラットホームに設置された小さな待合所を使用した。その10年後の写真は駅舎が壊滅的な状態で写っている。1980年代には、町は駅と貨物室を完全に修復した。約130万ドルのプロジェクトの80パーセントは、町、州、民間の開発業者とともに、都市大量輸送交通局（現在は連邦交通局）によって提供された助成金によって賄われた。
ウィンザー駅は、ニューヘイブン・ハートフォード・スプリングフィールド（NHHS）鉄道プロジェクトのルート上の停車駅である。コネチカット州、マサチューセッツ州、バーモント州、アムトラック、連邦鉄道局の共同事業であるニューヘイブン・ハートフォード・スプリングフィールド（NHHS）鉄道プロジェクトの推定総費用は6億5,000万ドルで、アムトラックのスプリングフィールドラインに沿っている都市に便益がある新しい通勤輸送・都市間輸送を創出することを目的としている。この約100キロの路線は、将来のニューイングランドの高速鉄道輸送計画にも不可欠と考えられている。2016年の初めに、NHHSプロジェクトは、ルートの一部を複線化し、改良するために2009年アメリカ復興・再投資法やその他の連邦資金調達プログラムを通じて、約1億9,100万ドルを受け取った。残りの部分の改善を完了させるために追加の資金が必要となる。コネチカット州は、ニューヘイブン・ハートフォード・スプリングフィールド鉄道線の改善に投資するために州債で最大4億3,500万ドルの使用を承認した。プロジェクトの環境影響の評価は2012年5月に発表され、通勤輸送は2018年初頭に開始される予定である。ウィンザーなどの町では、住民が自動車を必要とせずに働いたり、買い物をしたり、住むことを可能にする混在地域の創設を奨励するために、鉄道駅周辺の可能性を検討し始めている。

## 利用可能な鉄道路線／列車
アムトラックの停車する列車は下記の通り。
スプリングフィールドとワシントン間の昼行長距離列車ノースイースト・リージョナル号…1日1往復停車
スプリングフィールドとニューヘイブン間の昼行短距離列車ニューヘイブン・スプリングフィールド・シャトル号…1日4往復停車（ニューヘイブン・ユニオン駅でノースイースト・リージョナル号に接続する。）

## バス
当駅から乗車できるバスは以下の通り。
路線バス
コネチカット交通 (CT Transit) …32系統 、34系統 、36系統 